# Perinaldo
Perinaldo (im Ligurischen: Preiàudu) ist eine norditalienische Gemeinde mit 805 Einwohnern (Stand 31. Dezember 2023) in der Region Ligurien, politisch gehört sie zur Provinz Imperia.

## Geografie
Perinaldo liegt an der Quelle des Baches Verbone, der bei Vallecrosia in das Ligurische Meer mündet. Die Gemeinde gehört zu der Comunità Montana Intemelia und ist circa 53 Kilometer von der Provinzhauptstadt Imperia entfernt.
Nach der italienischen Klassifizierung bezüglich seismischer Aktivität wurde die Gemeinde der Zone 3 zugeordnet. Das bedeutet, dass sich Perinaldo in einer seismisch wenig aktiven Zone befindet.

## Geschichte
Der Ort stammt aus dem 11. Jahrhundert und wurde vom Grafen Rinaldo di Ventimiglia gegründet. Napoleon wohnte dort 1797 während seines Italienfeldzuges im Hause Allavena. Perinaldo ist auch der Geburtsort der Astronomen Giovanni Domenico Cassini (1625–1712) und Giacomo Filippo Maraldi (1665–1729). Das Schloss der Cassinis existiert heute noch.

## Klima
Die Gemeinde wird unter Klimakategorie E klassifiziert, da die Gradtagzahl einen Wert von 2521 besitzt. Das heißt, die in Italien gesetzlich geregelte Heizperiode liegt zwischen dem 15. Oktober und dem 15. April für jeweils 14 Stunden pro Tag.

## Gemeindepartnerschaften
Perinaldo unterhält zu folgenden Gemeinden eine Partnerschaft:
- Tourves, Frankreich, seit 1993
- Buey Arriba, Kuba

Zudem ist die Gemeinde Mitglied des Bundes der europäischen Napoleonstädte.

## Kulinarische Spezialitäten
In der Umgebung wird auch der einzig nennenswerte DOC-Rotwein Liguriens angebaut – der Rossese di Dolceacqua.